# بیلی ادواردز (بازیکن فوتبال، زاده ۱۹۵۲)
بیلی ادواردز (انگلیسی: Billy Edwards؛ زادهٔ ۸ ژانویهٔ ۱۹۵۲) بازیکن فوتبال اهل بریتانیا است.
از باشگاه‌هایی که در آن بازی کرده‌است می‌توان به باشگاه فوتبال والتون اند هرشام و باشگاه فوتبال ویمبلدون اشاره کرد.